# 171st Air Refueling Wing

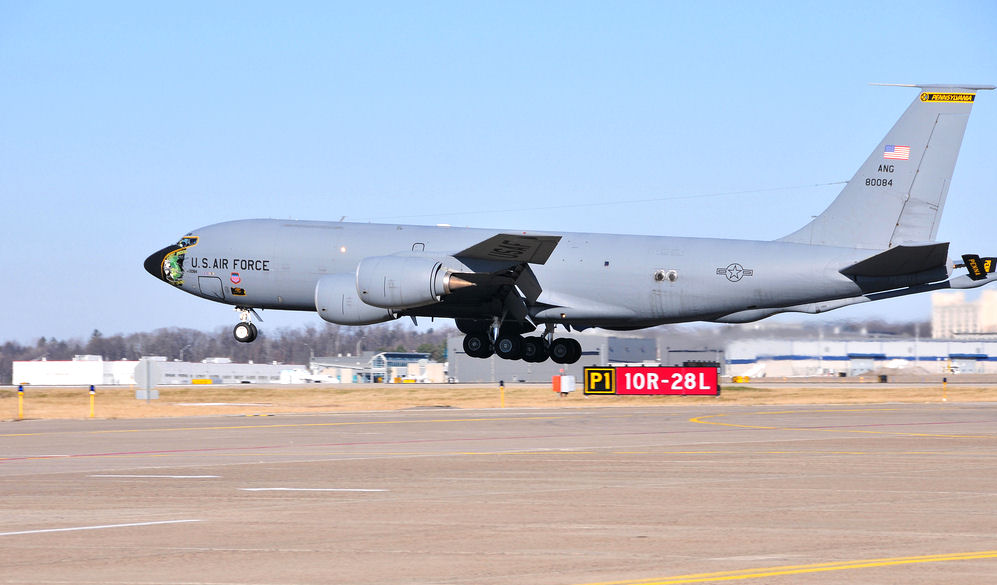
KC-135T dello Stormo

Il 171st Air Refueling Wing è uno Stormo da Rifornimento in volo della Pennsylvania Air National Guard. Riporta direttamente all'Air Mobility Command quando attivato per il servizio federale. 
Il suo quartier generale è situato presso l'Aeroporto Internazionale di Pittsburgh, Pennsylvania.

## Organizzazione
Attualmente, al settembre 2017, esso controlla:
- 171st Operations Group
  - 171st Operations Support Squadron
  -  146th Air Refueling Squadron - Equipaggiato con KC-135T
  -  147th Air Refueling Squadron - Equipaggiato con KC-135T
  - 258th Air Traffic Control Squadron, Johnstown, Pennsylvania
  - 146th Weather Flight
- 171st Maintenance Group
- 171st Mission Support Group
- 171st Medical Group